# هرنییس د ارسما
هرنییس د ارسما (به اسپانیایی: Hornillos de Eresma) یک شهرستان در اسپانیا است که در استان وایادولید واقع شده‌است.